# Samuel Eduok
Samuel Emem Eduok (* 31. Januar 1994 in Itu, Akwa Ibom) ist ein nigerianischer Fußballspieler.

## Karriere

### Verein
Eduok startete seine Profikarriere 2007 bei Dolphins FC und spielte anschließend ab 2015 für den tunesischen Verein Espérance Tunis.
In der Sommertransferperiode 2016 wurde er vom türkischen Erstligisten Kasımpaşa Istanbul für die Dauer einer Spielzeit ausgeliehen und eine Saison später per Kaufoption an diesen abgegeben. Im Winter 2018/19 wechselte er zum Ligarivalen Büyükşehir Belediye Erzurumspor.

### Nationalmannschaft
Eduok startete seine Nationalmannschaftskarriere 2007 in der nigerianischen U-20-Nationalmannschaft und nahm mit ihr an der U-20-Weltmeisterschaft 2007 teil. In diesem Turnier absolvierte Eduok zwei Spiele und schaffte es mit seiner Mannschaft ins Viertelfinale.
Im September 2015 debütierte er für die nigerianische Nationalmannschaft.

## Erfolge
Mit der Nigerianischen U-20-Nationalmannschaft
- Viertelfinalist der U-20-Weltmeisterschaft: 2007